# Angra
För andra betydelser, se Angra (olika betydelser).
Angra är ett progressivt power metal-band från São Paulo i Brasilien. Bandet bildades 1991 av Rafael Bittencourt (gitarr) och Marco Antunes (trummor). De fick sällskap av sångaren André Matos, som tidigare sjöng i Viper, basisten Luís Mariutti från Firebox och gitarristen Kiko Loureiro.

## Historia
De släppte sin första demo, Reaching Horizons, efter att ha spelat ihop ett år. Innan bandet hann spela in sitt första album lämnade Marco Antunes bandet, men ersattes snabbt av Sieges Evens trummis Alex Holzwarth som efter inspelningen lämnade bandet och ersattes av Ricardo Confessori. Denna uppställning varade mellan 1993 och 2000.
Under 2000 splittrades Angra. Sångaren André Matos lämnade bandet tillsammans med basisten Luís Mariutti och trummisen Ricardo Confessori. Kvar var gitarristerna och grundarna Rafael Bittencourt och Kiko Loureiro som genast började leta nya medlemmar för att hålla bandet vid liv. Symbols sångare Eduardo Falaschi, trummisen från Paul Di'Anno, Aquiles Priester och basisten Felipe Andreoli var de som blev utvalda. 
Under 2007 tog samtliga medlemmar i Angra en paus från bandet. Det kom senare fram att Eduardo Falaschi och Felipe Andreoli hade skapat ett annat band vid namn Almah. Aquiles Priester lämnade samtidigt bandet av olika anledningar.
År 2009 kom det fram att Angra hade gått ihop igen med Eduardo Falaschi (Sång), Kiko Loureiro (Gitarr), Rafael Bittencourt (Gitarr), Felipe Andreoli (Bas) och deras gamla trummis Ricardo Confessori.
Deras första turné på länge kommer att vara med den brasilianska thrash-metal gruppen Sepultura.
De kommer att vara på turné runt hela världen 2009.

## Medlemmar
Nuvarande medlemmar
- Rafael Bittencourt – gitarr, bakgrundssång (1991–2007, 2009– )
- Felipe Andreoli – basgitarr, bakgrundssång (2001–2007, 2009– )
- Fabio Lione – sång (2013– )
- Bruno Valverde – trummor (2014– )
- Marcelo Barbosa – gitarr (2018– )

Tidigare medlemmar
- Luís Mariutti – basgitarr, bakgrundssång (1991–2000)
- Marco Antunes – trummor, slagverk (1991–1992)
- André Luiz Linhares Bastos – gitarr, bakgrundssång (1991–1992)
- André Matos – sång, keyboard, piano (1991–2001)
- Kiko Loureiro – gitarr, bakgrundssång, piano, mandolin, bouzouki (1991–2007, 2009–2015)
- André Hernandes – gitarr, bakgrundssång (1992–1993)
- Ricardo Confessori – trummor (1993–2000, 2009–2014)
- Aquiles Priester – trummor (2001–2007)
- Eduardo Falaschi – sång (2001–2007, 2009–2012)

Turnerande medlemmar
- Marcelo Barbosa – gitarr (2011–2012, 2015–2018)
- Bruno Sa – keyboard, bakgrundssång (2016– )
- Dedé Reis – percussion (2016– )
- Daniel dos Santos – keyboard (2009–?)
- Leck Filho – keyboard (1993–1998)
- Fábio Ribeiro – keyboard (1994–2001)
- Fabrizio Di Sarno – keyboard (1998)
- Fábio Laguna – keyboard (2001–2008)
- Günter Werno – keyboard (2002)
- Fabio Lione – sång (2012–2013, 2014–2015)
- Carl Casagrande – sång (2013)
- Alírio Netto – sång (2013)
- Daniel Pinho de Souto Lima – sång (2014)
- Antonio Araújo – gitarr (2015)
- Alessio Lucatti – keyboard (2015)
- Junior "Juninho" Carelli – keyboard (2016)
- Nando Fernandes – sång (2016)

## Diskografi (urval)
Demo
- Reaching Horizons (1993)
- Eyes of Christ (1996)
- Acid Rain (2001)
- 5th Album Demos (2004)

Studioalbum
- Angels Cry (1993)
- Holy Land (1996)
- Fireworks (1998)
- Rebirth (2001)
- Temple of Shadows (2004)
- Aurora Consurgens (2006)
- Aqua (2010)
- Secret Garden (2015)
- ØMNI (2018)

Livealbum
- Holy Live (1997)
- Rebirth World Tour - Live in São Paulo (2002)
- Angels Cry: 20th Anniversary Tour (2013)

EP
- Reaching Horizons (demo) (1992)
- Evil Warning (1994)
- Freedom Call (1996)
- Hunters and Prey (2002)

Singlar
- "Lisbon" (1998)
- "Rainy Nights" (1998)
- "Wishing Well" (2004)

Samlingsalbum
- Freedom Call / Holy Live (2CD) (1998)
- Ark of Shadows (2004)
- Best Reached Horizons (2CD)
- 5 Original Albums in 1 Box (5CD box) (2017)
- On the Backs of Angels (2018)